# Surpați
Surpați – wieś w Rumunii, w okręgu Vâlcea, w gminie Runcu. W 2011 roku liczyła 96 mieszkańców.